# Jan Oosthoek
Jan Oosthoek (Rotterdam, 5 marzo 1898 – Rotterdam, 8 marzo 1973) è stato un calciatore olandese, di ruolo centrocampista.

## Carriera

### Club
Ha sempre giocato nel campionato olandese.

### Nazionale
Ha rappresentato la Nazionale del proprio paese alle Olimpiadi del 1924.